# Pink (Serbie)
Pour les articles homonymes, voir Pink.
RTV Pink (en serbe cyrillique : РТВ Пинк) est un réseau de chaînes télévisées basé à Belgrade, la capitale de la Serbie.
Elle possède des stations dans plusieurs pays voisins. La société qui contrôle RTV Pink s'appelle "RTV Pink International", dont le propriétaire est  Željko Mitrović.
Depuis sa création, la chaîne propose des programmes de divertissement, principalement des films, des sitcoms, des pièces de théâtre, des soap operas et des telenovelas d'Amérique latine. Elle diffuse également des talk shows, des émissions de variété et, plus récemment, des feuilletons produits à l'échelon national.
RTV Pink a lancé neuf chaînes par satellite : Pink BH, Pink M, Pink 15, RTV Pink,  Pink News, Pink Nostalgie, Total Pink, Pink Films, Pink Movies et Pink Music.

## Programmes

### Divertissements
Diffusion de films du box office, de séries américaines, de vidéo clips et des programmes liés à la musique.

### Actualité
Diffusion de l'information Nationale et Internationale indépendante.

## Telenovelas 2007
- Marina (Marina)
- Destilando amor Opijeni Ljubavlju
- La Fea Mas Bella Ruzna Leti
- Mundo de Fieras Bestije
- Tierra de Pasiones Valerija
- Heridas de Amor Slomljeno Srce
- Pasión de gavilanes

## Critiques
RTV Pink est souvent accusée de sensationnalisme et de futilité. Selon l'Open Society Institute, qui contrôle les télécommunications à l'intérieur de l'Union européenne, des réseaux comme RTV Pink « ont recours à des divertissements de mauvaise qualité et diffusent des journaux à caractère sensationnel ».

## Chaînes

### TV

#### Terrestre
- Pink - Serbie
- Pink M - Monténégro
- Pink BH - Bosnie-Herzégovine
- Pink 15 - Macédoine

#### Satellite
- Pink Plus - Basée à Vienne, elle émet à destination de la diaspora serbe.
- Pink Extra - Programmes tirés de Pink BH[2]

### Radio
- Radio Pink - Accessible partout dans le monde par satellite
- Radio Pingvin - Seulement en Serbie

### Internet
- Possibilité de reception par internet par les FAI SFR et Free.